# René Tinant
René Tinant, né le 24 avril 1913 à Cauroy, Ardennes (France), et mort le 6 mars 1984 à Cauroy, Ardennes (France), est un homme politique français.

## Premières activités
Doté d'un simple certificat d'études primaires, René Tinant effectue son service militaire en 1934-1935 à la base aérienne 112 de Reims. À son retour, il travaille comme agriculteur, reprenant l'exploitation agricole familiale. Mobilisé le 1er septembre 1939, il est affecté à la station météorologique de l'armée française au Fort de Saint-Cyr, jusque début septembre 1940. Il est ensuite réquisitionné pour effectuer des travaux agricoles dans le Midi de la France.
À la Libération, il commence avec succès une carrière politique locale. Maire de son village natal de Cauroy de 1945 à 1983, il est élu en mars 1949 conseiller général du canton de Machault, et est par la suite régulièrement réélu dans cette fonction représentative. Il échoue toutefois à deux reprises aux élections législatives, en tant que candidat du Mouvement républicain populaire (MRP), en 1951 et 1956.

## Sénateur des Ardennes
Il est élu sénateur en 1959, en deuxième position sur la liste du MRP, derrière le sénateur sortant Marie-Hélène Cardot, obtenant davantage de voix que le sénateur indépendant sortant, Eugène Cuif. Il est réélu en 1962. En 1971, il conduit la liste du Centre démocrate et est élu avec son colistier Maurice Blin. En 1980, ils sont tous deux réélus en tant que candidats de la majorité. 
Au sein de la Haute Assemblée, au palais du Luxembourg, il siège au groupe sénatorial de l'Union centriste des démocrates de progrès (UCDP), et se montre très actif, en commission comme en séance plénière. Il intervient sur de nombreuses propositions de loi, le statut de la Nouvelle-Calédonie, le développement du potentiel hydraulique français ou le statut de certains personnels de la navigation aérienne. Il appartient également à plusieurs groupes d'amitié : France-Belgique, France-URSS, France-Afrique de l'Ouest, France-Hongrie, France-Pays-Bas, France-Japon ou France-Chypre. Membre par ailleurs de la commission des affaires culturelles, il y siège en qualité de vice-président, entre 1960 à 1964, et de secrétaire, en 1983 et 1984. Il participe aux discussions consacrées à la gestion administrative, financière et technique de la réunion des théâtres lyriques nationaux, au statut de la radiodiffusion télévision française ou au contrôle des publications destinées à l'enfance et l'adolescence. Il intervient également pour l'activité industrielle de son département : ainsi le 29 juin 1978, plaide-t-il pour des mesures rapides et efficaces de reconversion des emplois ouvriers, à la suite des difficultés de la métallurgie dans la vallée de la Meuse.
Concernant la politique nationale, et les lois décisives sur l'évolution du pays et les choix de société, il adopte le plus souvent une position modérée teintée de conservatisme. Sous la présidence de Charles de Gaulle, il vote la loi du 4 février 1960, qui permet au Gouvernement de procéder par ordonnances pour prendre des mesures de maintien de l'ordre en Algérie. Sous la présidence de Georges Pompidou, il vote contre la loi portant création et organisation des conseils régionaux en 1972, et pour la loi d'orientation du commerce et de l'artisanat en 1973 : c'est la fameuse loi Royer cherchant à protéger le petit commerce et à limiter l'expansion de la grande distribution. Sous la présidence de Valéry Giscard d'Estaing, il approuve la loi fixant à 18 ans l'âge de la majorité en 1974, ainsi que la loi portant réforme du divorce, mais il s'oppose à la loi Veil relative à l'interruption volontaire de grossesse en 1975. Sous la présidence de François Mitterrand, il désapprouve la loi sur abolition de la peine de mort en France en 1981, mais vote le 2 mars 1982 en faveur de la loi Defferre, considérée comme l'acte I de la décentralisation en France.
Il se signale également en novembre 1972 en signant, avec quelques personnalités françaises connues pour leur anticommunisme, un manifeste de soutien au président du Viêt Nam du Sud, Nguyễn Văn Thiệu, en grande difficulté, à une époque où ce registre de la pétition est plutôt monopolisé par les intellectuels et hommes politiques de gauche.
Il intervient fréquemment en tant que sénateur sur tout ce qui concerne le secteur agricole. Il propose notamment des amendements sur l'enseignement et la formation professionnelle agricoles, sur les assurances sociales des exploitants agricoles et sur la fiscalité des exploitations agricoles. Il intervient auprès des ministres successifs de l'agriculture et des autres membres des gouvernements sur les préoccupations du monde agricole et sur l'évolution de ce secteur. Ainsi, il dépose le 18 juin 1970 une proposition de loi relative à l'enseignement et à la formation professionnelle agricole. En octobre 1970, il demande un réajustement des prix agricoles au niveau européen. En 1972, il attire l'attention du ministre de l’Éducation nationale sur l'importance des charges pesant sur les familles rurales en matière scolaire, en raison du coût des transports et de l'internat. Il prend la défense des personnels enseignants et dénonce la faiblesse des crédits destinés à la formation professionnelle agricole. Et, sur un autre axe encore, en juin 1974, il suggère de développer la production de l'alcool d'origine agricole pour faire face à la crise pétrolière et en utilisant les excédents de sucre de la récolte de betteraves de 1973. 

## Autres responsabilités
Au niveau du département des Ardennes, où il est toujours maire de Cauroy, jusqu'en 1977, et conseiller général, il accède aux fonctions de vice-président puis de président de l'assemblée départementale entre 1973 et 1976. En 1980, il devient vice-président du Conseil régional de Champagne-Ardenne.
Parallèlement à ses mandats locaux et nationaux, René Tinant endosse d'autres responsabilités locales, en maintenant une certaine cohérence avec ses actions en tant qu'élu. Dans le domaine de l'enseignement agricole, il participe activement à la création de deux centres d'études techniques agricoles dans son canton, ainsi qu'à la fondation, en 1953, de la Maison familiale d'apprentissage rural de Machault. Il préside à partir de 1966 le Syndicat intercommunal à vocations multiples (SIVOM) de Machault. Il s'intéresse au développement du tourisme au sein des comité départemental et régional de tourisme. Il dirige enfin le conseil d'administration du centre hospitalier spécialisé de Bel-Air à Charleville-Mézières. 
Il meurt en cours de mandat, le 6 mars 1984, à l'âge de soixante et onze ans. 

## Détail des fonctions et des mandats

### Mandats locaux
- 1971 - 1977 : Maire de Montbrison
- 1973 - 1979 : Conseiller général du canton de Montbrison

### Mandats parlementaires
- 26 avril 1959 - 23 septembre 1962 : Sénateur des Ardennes
- 23 septembre 1962 - 26 septembre 1971 : Sénateur des Ardennes
- 26 septembre 1971 - 28 septembre 1980 : Sénateur des Ardennes
- 28 septembre 1980 - 6 mars 1984 : Sénateur des Ardennes

## Décorations
- Officier du Mérite agricole.

### Sources
- « Tinant René », sur le site du Sénat (consulté le 24 octobre 2012).
- « René Tinant », Les présidents du conseil général, sur le site du Conseil général des Ardennes (consulté le 24 octobre 2012).
- Jean-François Sirinelli, Intellectuels et passions françaises : Manifestes et pétitions au XXe siècle, Fayard (maison d'édition), 1990, 372 p. (ISBN 978-2-213-65244-3, lire en ligne), « Une droite atonique ».
- Yanni Hureaux, « Ce jour-là... 29 juin 1978, un jeudi », journal L'Union,‎ 29 juin 2008 (lire en ligne).

Intellectuels et passions françaises. Manifestes et pétitions au XXe siècle, réédition, Éditions Gallimard, coll. « Folio / Histoire »  (ISSN 0764-6046) nº 72, Paris, 1996 (1re éd. 1990